# Шафров, Александр Филиппович
Александр Филиппович Шафров (1909, План, Саратовская губерния — 1988, Ульяновск) — участник Советско-финской и Великой Отечественной войн, командир роты автоматчиков 565-го стрелкового полка (161-я стрелковая дивизия, 40-я армия, Воронежский фронт), старший лейтенант. Герой Советского Союза.

## Биография
Родился 12 ноября 1909 года в селе План Планской волости Кузнецкого уезда (ныне — Неверкинского района Пензенской области) в семье крестьянина. Русский.
Окончил 7 классов школы. Работал плотником в колхозе.
В Красной Армии в 1931—1933, 1939—1940 годах и с февраля 1942 года. Армейскую закалку получил ещё в мирное время в рядах прославленной 24-й Самаро-Ульяновской Железной дивизии, начав службу рядовым. Участник советско-финский войны 1939—1940 годов. Окончил курсы младших лейтенантов в 1942 году. Член ВКП(б)/КПСС с 1945 года.
В действующей армии — с августа 1942 года. Командир роты автоматчиков 565-го стрелкового полка старший лейтенант Александр Шафров в ночь на 23 сентября 1943 года с ротой переправился через Днепр в районе села Луковица (Каневский район Черкасской области), захватил и удерживал рубеж, обеспечивая форсирование реки полком.
С 1947 года — в запасе. Жил в городе Ульяновске, работал плотником, затем заведующим хозяйством в областной ветеринарной лаборатории.
Скончался после продолжительной болезни в 1988 году. Похоронен в Ульяновске.
Супруга — Шафрова Татьяна Ивановна. Старший сын — Николай Александрович Шафров, выбрал карьеру кадрового офицера на флоте.

## Награды
- Звание Героя Советского Союза присвоено 23 октября 1943 года.
- Награждён орденами Ленина, Красного Знамени, Отечественной войны 1 степени и медалями.

## Память
- В селе Неверкино установлен бюст Героя.